# Edgar Lee Masters
Edgar Lee Masters (ur. 23 sierpnia 1868 w Garnett w stanie Kansas, zm. 5 marca 1950 w Melrose Park w stanie Pensylwania) – amerykański poeta (21 tomików), biograf (sześć pozycji), dramaturg (12 sztuk), powieściopisarz (6 książek).
Znany dziś przede wszystkim jako autor Spoon River Anthology (1915; 3 polskie przekłady pod tytułami: Umarli ze Spoon River (1968), Antologia Spoon River (1981) i Epitafia ze Spoon River (2000)). Oprócz tego napisał między innymi cykl Domesday Book.
Publikacja tego zbioru epitafiów, będącego sprzeciwem wobec hipokryzji i wąskim horyzontom w małym miasteczku, zburzyła jego karierę prawniczą w Chicago.
Fikcyjnej miejscowości dał nazwę od rzeki Spoon w miasteczku jego młodości, Lewistown w Illinois. Także cmentarz w Lewistown wywarł na nim duże wrażenie.
Masters posługiwał się formą monologu dramatycznego, znanego z twórczości Alfreda Tennysona i Roberta Browninga. Wykorzystywał wiersz biały (blank verse).